# Klärwerk Werdhölzli
Das Klärwerk Werdhölzli, auch ARA Zürich-Werdhölzli, ist die Kläranlage der Stadt Zürich. Sie ist mit einem Einwohnerwert von 670.000 Menschen die grösste Kläranlage der Schweiz. Neben der Abwässer der Stadt reinigt sie auch das Abwasser aus den Gemeinden Zollikon, Wallisellen und Kilchberg, sowie einer Teilmenge aus den Gemeinden Adliswil, Rümlang und Zumikon. Die Anlage wird durch Entsorgung + Recycling Zürich Betrieben.

## Geschichte
Der Bau der Anlage wurde 1923 beschlossen. Die erste Etappe der einfachen Absetzanlage ging 1926 in Betrieb, die zweite 1932. Zuvor wurde das Abwasser ungeklärt über den Letzigraben in die Limmat geleitet, die Fäkalien wurden in Eimern gesammelt. Mit der Inbetriebnahme der Kläranlage wurde auf die Schwemmkanalisation umgestellt.  
In den Jahren 1960 bis 1969 wurde eine erste biologische Reinigungsstufe gebaut, weil man sich aber der zu verwendenden Technologie des Belebtschlammverfahrens nicht sicher war, wurde sie nur für die halbe Kapazität der Anlage gebaut, sodass in den Jahren 1980 bis 1985 eine weitere Erweiterung nötig wurde. Die letzte Erweiterung erfolgte 2018 bei der eine 4. Reinigungsstufe für die Elimination von Mikroverunreinigungen (EMV) eingebaut wurde.

## Technik
Die Anlage besteht aus den folgenden Komponenten:
Mechanische Stufe
- Grobrechen
- Öl- und Feinsandfang mit Belüftung
- Vorklärung in 4 Becken

Biologische Stufe
- Belebtschlammverfahren mit 6 alternierend/intermittierend arbeitende Strassen (A/I-Strassen)

Chemische Stufe
- Elimination von Phosphor mittels Simultanfällung unter Verwendung von Eisensalzen

Verfahrensstufe zur Elimination von Mikroverunreinigungen (EMV)
- Ozonungsanlage mit 4 Strassen und eigener Reinsauerstoff-Herstellung mittels 8 Ozongenerator[5]

Filter
- Einschicht-Sandfilter mit 1,2 m Blähschiefer

Aus dem zurückgehaltenen Klärschlamm wird Klärgas gewonnen, das bei der benachbarten Biogasanlage aufbereitet und in das Gasnetz der Stadt eingeleitet wird.